# FFX-4型巡防舰
FFX-4巡防艦(FFX-4 Class Frigate)為大韓民國海軍的巡防艦，由承攬FFX-I、II、III的現代重工業建造，可視為忠南級巡防艦的改良。在未来可能取代3艘广开土大王级驱逐舰。